# Recámara (armas de fuego)

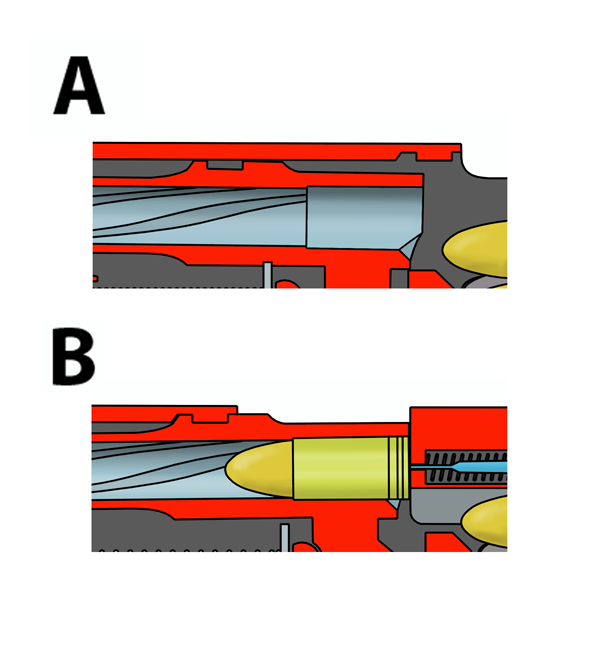
Diagrama de la recámara de una pistola. A: vacía. B: Cargada con el cartucho y el percutor a punto para disparar.

La recámara es la parte ensanchada del ánima (parte interior del cañón) de un arma de fuego en la que se introduce el cartucho antes de dispararlo. Se encuentra ubicado en el extremo contrario a la boca del cañón. Los fusiles y pistolas suelen tener una sola recámara, mientras que los revólveres tienen múltiples recámaras en su tambor.

## Función
Dentro de la recámara es donde el percutor impacta con la cápsula fulminante (pequeña cápsula explosiva situada en la base del cartucho) iniciando la ignición del propelente, los gases del cual hacen que la bala se separe de la vaina y salga disparada recorriendo el ánima del cañón hasta salir al exterior.

## Carga de la recámara
La evolución de las armas de fuego ha aportado varios mecanismos de carga de la munición a la recámara. La munición puede ser introducida con una acción manual (cómo en los fusiles de cerrojo) o mediante automatismos como en las armas automáticas o semiautomáticas, que permiten una mayor cadencia de fuego.
